# Pseudagrion syriacum
Pseudagrion syriacum – gatunek ważki z rodziny łątkowatych (Coenagrionidae).